# Давлетьяров Ренат Фаварісович
Ренат Фаварісович Давлетьяров (нар.. 17 серпня 1961, Астрахань, Російська РФСР, СРСР) — російський кінорежисер, кінопродюсер і сценарист. Президент Гільдії продюсерів Росії.
Внесений 24 травня 2018 року до переліку осіб, які створюють загрозу нацбезпеці України. Свідомо порушив державний кордон України з метою проникнення до анексованого Росією Криму. За участь в пропагандистських заходах Росії проти України, антиукраїнську пропаганду (зокрема зняв фільм "Донбас : окраїна"
(рос. Донбасс : окраина) , а також заперечення російської агресії в травні 2017 року внесений до «чистилища» бази «Миротворець».

## Біографія
Народився 17 серпня 1961 року в Астрахані. Батько за національністю — татарин, мати — росіянка. Батько Рената — Фаваріс Давлетьяров — останній в СРСР голова Комітету з нафти, пізніше один з керівників «Роснафти», президент ЗАТ «Концерну Нафтопродукт».
Молодший брат — Борис Давлетьяров — банкір, екс-власник КБ «Міжнародний Банк Розвитку». Живе в Лондоні.
Ренат отримав вищу освіту за спеціальністю інженер-технолог.

### Кар'єра
З 1985 по 1987 рік працював постановником декорацій на кіностудії «Мосфільм», в тому числі на знакових для радянського кінематографа картинах «Кур'єр» Карена Шахназарова і «Асса» Сергія Соловйова. З 1987 по 1989 рік продовжив роботу на кіностудії, виконуючи функції заступника директора фільмів, а з 1989 року став директором картин.
З 1994 року керував кіностудією «Коло» кіноконцерну « Мосфільм». У 1995 році став виконавчим директором Московського міжнародного кінофестивалю (ММКФ) . З 1999 по 2006 рік — генеральний директор Московського міжнародного кінофестивалю. З 1997 року очолює компанію «Інтерфест».
З 2001 по 2008 рік — продюсер Тижнів російського кіно в Нью-Йорку. З 2003 року — продюсер Тижнів російського кіно в Парижі. З 2005 — продюсер Тижнів російського кіно в Берліні. Очолював Міжнародний фестиваль продюсерського кіно «Кіно-Ялта». З 2007 по 2009 рік — генеральний продюсер Міжнародного фестивалю сучасного кіно «ЗАВТРА/2morrow».
З 2009 по 2015 рік — президент Гільдії продюсерів Росії, віце-президент Міжнародної асоціації продюсерських гільдій ФІАПФ від Європи.
З 2010 по 2012 рік — генеральний продюсер Міжнародного кінофестивалю «Два в одному / 2 in 1».
У 2012 році був обраний членом Громадської палати Центрального федерального округу.
У 2011 році дебютував як режисер, знявши кінокомедію «Моя шалена родина!». У 2012 році вийшла на екрани детективна драма «Сталевий метелик». Наступний фільм Рената Давлетьярова «Одного разу», знятий за повістю Юрія Короткова «Американка», став фільмом відкриття XXII кінофестивалю «Вікно в Європу».

### Особисте життя
Від першого шлюбу — син Артем. У 2014 році одружився зі співачкою й акторкою Євгенією Малаховою. У 2019 році пара розлучилася.

## Фільмографія

### Режисер
- 2011 — Моя шалена родина!
- 2012 — Сталевий метелик
- 2014 — Одного разу
- 2015 — А зорі тут тихі. . .
- 2016 — Чисте мистецтво
- 2017 — Чарівники
- 2019 — Донбас. околиця
- 2021 — Льотчик

### Сценарист
- 2007 — Кохання-зітхання
- 2008 — Кохання-зітхання 2
- 2015 — А зорі тут тихі. . .
- 2016 — Чисте мистецтво

### Продюсер
- 1997 — Пристрасті в ательє «Шах»
- 2005 — Від 180 і вище
- 2007 — Кохання-зітхання
- 2008 — Індиго
- 2008 — Кохання-зітхання 2
- 2009 — Юленька
- 2010 — Іронія кохання
- 2011 — Кохання-зітхання 3
- 2011 — Моя шалена родина!
- 2012 — Розмова
- 2012 — Сталевий метелик
- 2013 — Паралельні світи
- 2014 — Втікачі
- 2015 — Одного разу
- 2015 — Невидимки
- 2015 — А зорі тут тихі. . .
- 2015 — Зелена карета
- 2016 — Чисте мистецтво
- 2017 — Чарівники
- 2017 — Пригоди чокнутого професора
- 2019 — Донбас. околиця

### Директор
- 1991 — Нога, реж. Микита Тягунов
- 1992 — Міняли, реж. Георгій Шенгелія
- 1993 — Стрілець неприкаяний, реж. Г. Шенгелія
- 1994 — Свистун, реж. П. Єрдьошш
- 1994 — Три сестри, реж. Сергій Соловйов

### Заступник директора
- 1989 — Чорна троянда — емблема печалі, червона троянда — емблема кохання, реж. Сергій Соловйов
- 1989 — Катала, реж. Сергій Бодров

### Актор
- 1989 — Катала — охоронець Фоми
- 1992 — Міняйли — перший переслідувач
- 1993 — Стрілець неприкаяний — Ренат
- 2010 — Варення з сакури — Томокадзу-сан, японець — кризовий директор